# بلفیر (واشینگتن)
بلفیر (به انگلیسی: Belfair) یک منطقهٔ مسکونی در ایالات متحده آمریکا است که در شهرستان ماسون، واشینگتن واقع شده‌است. بلفیر ۳٬۹۳۱ نفر جمعیت دارد.